# Selva de la Serra do Mar

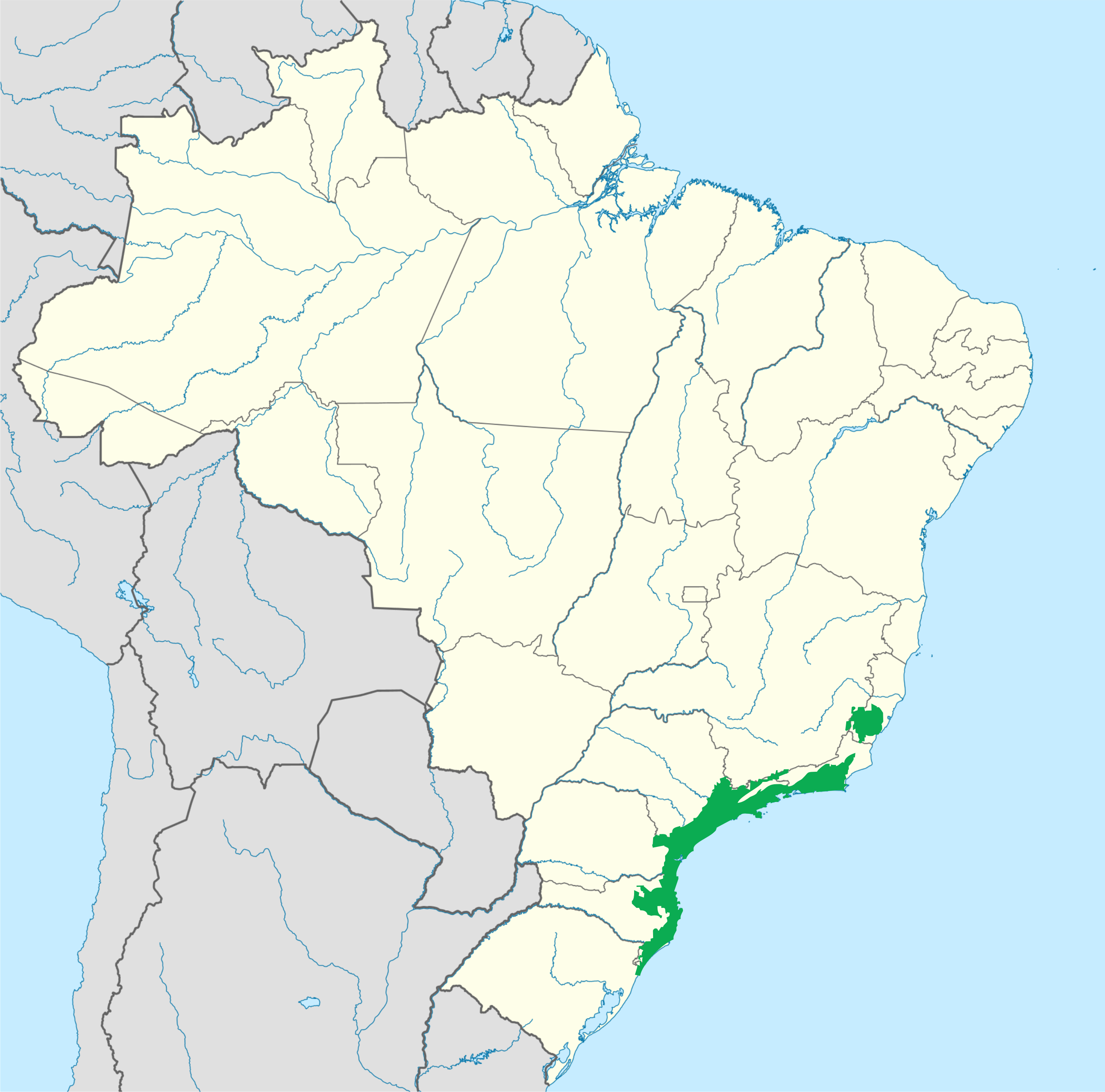
Área de la Selva de la Serra do Mar en verde.

Las Selvas de la Serra do Mar o los Bosques costeros de la Serra do Mar disponen de una ecorregión de selva definida por el WWF en el área de Mata Atlántica. Se encuentra en las regiones agrestes de la costa sudeste y sur de Brasil, que comprende regiones de los estados de São Paulo, Paraná, Santa Catarina, Río Grande del Sur, Río de Janeiro, Espírito Santo y Minas Gerais. Es uno de los mayores centros de endemismo en el Bosque Atlántico, y también cuenta con las mayores extensiones continuas de este bioma en Brasil.

## Características
La ecorregión se encuentra en la zona tropical, y de acuerdo a la clasificación climática de Köppen, el clima es subtropical húmedo (Cfa y CWA). Esto da un sistema de precipitaciones durante todo el año. Las laderas de la Serra do Mar y la Sierra de la Mantiqueira tener como la lluvia primaria vegetación forestal tipo densa. Debido a la altitud, los tipos de densa selva tropical que van desde el bosque de tierras bajas (hasta 50m snm), con árboles hasta 40 m de altura, a la altura de los bosques de montaña a altitudes más altas (entre 1000 y 1200).

## Fauna
A causa de estar situado en una zona muy poblada, la fauna de la ecorregión es relativamente bien conocida. Es uno de los mayores centros de endemismo en el Bosque Atlántico, con un gran número de especies de aves (628 especies) y mamíferos (175 especies). Solamente los primates son 9 especies conocidas como los monos araña y dos especies de Tamarin leões. Debe señalarse que algunas especies tienen una distribución restringida a esta ecorregión, con muchas especies que ocurren en el Bosque Atlántico del Alto Paraná y los bosques costeros Bahía. En esta ecorregión se encuentra una "especie bandera" en la preservación de la Mata Atlántica de Brasil, el tití león dorado, que habita en los remanentes de tierras bajas tropicales de la selva tropical en Río de Janeiro.

## Conservación
Esta ecorregión son las mayores extensiones restantes de Bosque Atlántico, en especial el estado de São Paulo, que tiene unos 7000 kilómetros de ² en áreas protegidas como el Parque Estadual da Serra do Mar, con cerca de 3500 kilómetros cuadrados de área. Estos fragmentos grandes son un área estratégica para la conservación de la biodiversidad, con la creación de corredores ecológicos. De hecho, el corredor ecológico de Serra do Mar es el que tiene la mayor posibilidad de ser implementado, ya que no sólo los grandes bloques de bosque, pero la presencia de unidades de almacenamiento consolidadas, como el parque nacional Bocaina. Sin embargo, se han limpiado aproximadamente el 70% de los bosques que una vez existieron en esta región.